# Geranomyia microphaea
Geranomyia microphaea är en tvåvingeart som först beskrevs av Alexander 1939.  Geranomyia microphaea ingår i släktet Geranomyia och familjen småharkrankar.
Artens utbredningsområde är Dominica. Inga underarter finns listade i Catalogue of Life.